# Vessel (álbum)
Vessel es el tercer álbum del grupo estadounidense Twenty One Pilots, lanzado el 8 de enero del 2013. Es el primer álbum de estudio de la banda grabado con Fueled By Ramen, después de lanzar dos álbumes independientes, Twenty One Pilots (2009), y Regional At Best (2011). Al igual que este último, Vessel tiene influencias del indie pop, el electropop y el rap, y cuenta con un contenido lírico de enfermedad mental, depresión, y suicidio; pero también religión. Sin embargo, no cambió mucho respecto a su predecesor, Regional At Best, ya que fue una remasterización con mejor calidad con algunas nuevas canciones y dejando las anteriores como bonus track.

## Antecedentes
Los colegas de la escuela secundaria de Tyler Joseph, Nick Thomas y Chris Salih formaron Twenty One Pilots en 2009. El grupo lanzó su álbum debut "Twenty One Pilots". Tanto Thomas como Salih se separaron de la banda en 2011. Poco después, Josh Dun se unió a la banda; Joseph había sido amigo de Dun por alrededor de un año. Joseph vio a Dun por primera vez cuando estaba tocando en un programa con House of Heroes. Joseph dijo que "amaba" la presentación. La banda lanzó Regional At Best más tarde ese año. En junio, el dúo presentó su primer espectáculo fuera del estado para un grupo de 12 personas. La pareja pronto ganó popularidad a través de una serie de videos realizados por un amigo llamado Mark C. Eshleman. La banda tocó su último show como una banda sin firmar en el Newport Music Hall en Columbus, Ohio, ante una multitud de 1,800 asistentes. El dúo firmado con Fueled by Ramen en 2012.

## Producción
Joseph compuso el álbum "sin saber si la gente lo iba a escuchar". La grabación de Vessel tuvo lugar en el Rocket Carousel Studio, ubicado en Los Ángeles, California, con Greg Wells al mando de la producción. Wells proporcionó sintetizadores, teclados adicionales, y equipos de programación. Wells mezcló el álbum, mientras que Ian McGregor ayudó con la grabación. La dirección fue realizada por Howie Weinberg y Dan Gerbarg en el Howie Weinberg Mastering, también en Los Ángeles. Las diferentes versiones de "Ode To Sleep", "Holding On To You", "Car Radio", "Guns For Hands", y "Trees" fueron lanzadas en su segundo álbum independiente, "Regional At Best"', en 2011. "House Of Gold" fue lanzada como un bonus track en "Regional At Best"'. Las versiones originales tienen muy pocas diferencias en comparación con las versiones de Vessel.

## Lanzamiento
En el verano de 2012, Twenty One Pilots lanzó Three Songs EP, el cual contenía las canciones "Guns For Hands", "Migraine", y "Ode To Sleep". El 11 de septiembre, "Holding On To You" fue lanzado como un sencillo. El 18 de diciembre, el álbum se puso a disposición de streaming a través de la revista Entertainment Weekly. Vessel fue por fin lanzado mediante Fueled By Ramen el 8 de enero de 2013. Los dos hombres en la cubierta del álbum son los abuelos de Joseph y Dun. El dúo quiso ver la reacción del público en cuanto al nombre del álbum, y cuando el público dijo que sí, el dúo dijo: "Bueno, ¡esto puede funcionar!" En una entrevista, Joseph habló sobre el significado del nombre del álbum diciendo que "un buque (nuestro cuerpo), es un objeto que lleva algo mucho más importante que la capa exterior y, al morir, es puesto en libertad y sigue vivo."

## Recepción
En mayo de 2015, se anunció que el álbum vendió 265,000 copias en Estados Unidos. El álbum consistentemente vendió más de 1,000 copias por semana desde su lanzamiento. En diciembre, las ventas estadounidenses del álbum se situaron en 375,000 ventas.
Actualmente el álbum alcanza la certificación oro-platino junto a su posterior disco B̶l̶u̶r̶r̶y̶f̶a̶c̶e̶, únicos en la historia de la música digital en lograrlo y únicos en la historia en tener dos discos consecutivos con tal certificación.
| Calificaciones profesionales | Calificaciones profesionales |
| ---------------------------- | ---------------------------- |
| Lista de calificaciones      |                              |
| Fuente                       | Puntuación                   |
| AllMusic                     | 3.5/5 estrellas              |
| Alternative Press            | 4.5/5 estrellas              |
| Alter The Press              | 4.5/5 estrellas              |
| AMH Network                  | 4/5 estrellas                |
| Idobi Radio                  | 4/5                          |
| Rolling Stone                | Desfavorable                 |
| The Yorkshire Times          | 4/5                          |

## Lista de canciones
Todas las canciones fueron escritas por Tyler Joseph, excepto "Holding on to You", escrita por Tyler Joseph, Maurice Gleaton, Charles Hammond, Robert Hill, Deangelo Hunt, Bernard Leverette, Gerald Tiller y Jamall Willingham.

| N.º   | Título              | Duración |  |
| 1.    | «Ode to Sleep»      | 5:08     |  |
| 2.    | «Holding on to You» | 4:23     |  |
| 3.    | «Migraine»          | 3:59     |  |
| 4.    | «House of Gold»     | 2:43     |  |
| 5.    | «Car Radio»         | 4:27     |  |
| 6.    | «Semi-Automatic»    | 4:13     |  |
| 7.    | «Screen»            | 3:49     |  |
| 8.    | «The Run and Go»    | 3:49     |  |
| 9.    | «Fake You Out»      | 3:51     |  |
| 10.   | «Guns for Hands»    | 4:33     |  |
| 11.   | «Trees»             | 4:27     |  |
| 12.   | «Truce»             | 2:22     |  |
| 47:44 |                     |          |  |

| Pistas extra del Reino Unido / UE |                                                                |          |  |
| N.º                               | Título                                                         | Duración |  |
| 13.                               | «Glowing Eyes» (from Regional at Best)                         | 4:26     |  |
| 14.                               | «Kitchen Sink» (from Regional at Best)                         | 5:34     |  |
| 15.                               | «Lovely» (re-recorded version; originally on Regional at Best) | 4:18     |  |
| 16.                               | «Forest» (from Regional at Best)                               | 4:06     |  |
| 66:13                             |                                                                |          |  |

| UK iTunes bonus tracks |                                             |          |  |
| N.º                    | Título                                      | Duración |  |
| 17.                    | «The Pantaloon» (live from the LC Pavilion) | 3:41     |  |
| 18.                    | «House of Gold» (live from the LC Pavilion) | 3:00     |  |
| 19.                    | «Track by Track Commentary»                 | 24:09    |  |
| 97:36                  |                                             |          |  |

| Pistas extra de la edición coreana y japonesa |                                             |          |  |
| N.º                                           | Título                                      | Duración |  |
| 13.                                           | «Holding on to You» (live at LC Pavilion)   | 5:35     |  |
| 14.                                           | «Car Radio» (live at LC Pavilion)           | 4:30     |  |
| 15.                                           | «Trees» (live at LC Pavilion)               | 6:10     |  |
| 16.                                           | «Guns for Hands» (live at LC Pavilion)      | 6:00     |  |
| 17.                                           | «Ode to Sleep» (live at Newport Music Hall) | 5:14     |  |
| 18.                                           | «Forest» (live at Newport Music Hall)       | 4:32     |  |
| 80:15                                         |                                             |          |  |

| Edición especial japonesa bonus tracks |                                                                |          |  |
| N.º                                    | Título                                                         | Duración |  |
| 13.                                    | «Lovely» (re-recorded version; originally on Regional at Best) | 4:18     |  |
| 14.                                    | «Holding on to You» (live at Newport Music Hall)               | 5:19     |  |
| 15.                                    | «Car Radio» (live at Newport Music Hall)                       | 4:46     |  |
| 16.                                    | «Guns for Hands» (Dzeko & Torres remix)                        | 5:03     |  |
| 67:16                                  |                                                                |          |  |

## Personal
Twenty One Pilots
- Tyler Joseph - Programación, piano, keytar, ukelele, bajo eléctrico, guitarra eléctrica, y voz.
- Josh Dun - Batería y percusión; coros en "Ode To Sleep", "Holding On To You", "Car Radio", "Screen", "Guns For Hands" y "Trees".

Personal Adicional
- Greg Wells - Sintetizadores adicionales, teclados adicionales y programación.

Programación
- Greg Wells - Producción y mezclas.
- Tyler Joseph - Producción adicional.
- Ian McGregor - Grabación.
- Howie Weinberg, Dan Gerbarg - Masterización.
- Reel Bear Media, Virgilio Tzaj - Dirección de arte y diseño.
- Reel Bear Media - Fotografía.
- Rob Gold - Gestor de arte.
- Josh Skubel - Producción.

## Posiciones
| Posiciones (2013-16)                     | Mejor posición |
| Australian Albums (ARIA)                 | 51             |
| Belgian Albums (Ultratop Flanders)       | 145            |
| Canadian Albums Chart                    | 29             |
| Dutch Albums (MegaCharts)                | 87             |
| Irish Albums (IRMA)                      | 49             |
| Japanese Albums (Oricon)                 | 62             |
| South Korean Albums (GAON)               | 7              |
| South Korean International Albums (GAON) | 7              |
| UK Albums (OCC)                          | 48             |
| US Billboard 200                         | 21             |
| US Billboard Alternative Albums          | 10             |
| US Billboard Catalog Albums              | 3              |
| US Billboard Digital Albums              | 9              |
| US Billboard Tastemaker Albums           | 8              |
| US Billboard Top Album Sales             | 16             |
| US Billboard Top Rock Albums             | 15             |
| US Billboard Vinyl Albums                | 3              |
| ---------------------------------------- | -------------- |